# Sommariva (cognome)
Sommariva è un cognome di lingua italiana.

## Varianti
Somariva.

## Origine e diffusione
Cognome tipicamente settentrionale, è presente prevalentemente in Liguria.
Potrebbe derivare dall'unione dei cognomi Somma e Riva.

## Persone
- Agostino Sommariva (1966) – ex velista italiano
- Angelo d'Anna de Sommariva (...-1428) – cardinale italiano
- Annibale Sommariva (1755-1829) – generale italiano durante il periodo napoleonico